# Hemerobius japonicus
Hemerobius japonicus är en insektsart som beskrevs av Nakahara 1915. Hemerobius japonicus ingår i släktet Hemerobius och familjen florsländor. Inga underarter finns listade i Catalogue of Life.